# (21527) Horton
(21527) Horton (1998 MV27) – planetoida z pasa głównego asteroid okrążająca Słońce w ciągu 4,15 lat w średniej odległości 2,58 j.a. Odkryta 24 czerwca 1998 roku.